# Margaux Rocuet
 (mars 2020).
Margaux Rocuet, née le 3 mai 1993 dans le Finistère (Bretagne), est une cavalière française. Elle baigne dans le monde de l’équitation dès son plus jeune âge grâce à son père Bruno Rocuet. Propriétaire d’une écurie de commerce en Bretagne il lui transmet sa passion pour les chevaux. Dès son plus jeune âge Margaux Rocuet se fait connaître et enchaine les compétitions. Âgée de seulement 13 ans, elle intègre l’Équipe de France Juniors et participe aux Championnats d’Europe Children à Istanbul.
kou

## Biographie

### Son enfance
Issue d’une famille de cavaliers, elle apprend très jeune à monter à cheval. Son père lui permet de côtoyer les plus grands cavaliers internationaux. Inscrite en poney-club, elle apprend très vite et multiplie les compétitions. Ses parents la soutiennent énormément et sa mère l’accompagne à chacune de ses compétitions. Elle prend pour modèle des cavaliers tels que Marcus Ehning, Patrice Delaveau ou Julien Épaillard qui inspirent sa monte.

### Ses études et sa passion
Margaux Rocuet, décide, malgré ses compétitions, de poursuivre ses études et obtient un Bac ES. Néanmoins, un an et demi plus tard, elle change d'avis, et abandonne ses études en droit qu'elle fait à la faculté privée de Rennes, pour se consacrer pleinement à ses chevaux et à sa passion. Elle rejoint donc l'écurie de son père en tant que cavalière en 2014 et entraîne entre six et neuf chevaux.
À treize ans, elle intègre l’Équipe de France Juniors ce qui lui permet d'acquérir une certaine maturité. La pression étant difficile à supporter elle doit prendre sur elle et mûrir vite pour concrétiser son rêve. Au début, son nom la dérangeait dans sa progression puisqu'il est difficile pour elle de se faire son propre nom et son propre chemin. Malgré cela, ce nom lui permet tout de même de se faire plus connaître et d'inspirer la confiance.
Elle quitte l'écurie familiale quelque temps plus tard dans le but d'évoluer dans un système et intègre le haras de Méautry à Touques dans le Calvados, propriété de Édouard de Rothschild qui décide de faire confiance à la cavalière en lui confiant plusieurs de ses chevaux. De là, elle poursuit sa route et part travailler chez la Portugaise Luciana Diniz durant six mois puis chez Ludger Beerbaum en Allemagne,. La chance et le talent lui permet d'intégrer des environnements très différents et d'acquérir des qualités propre à chacun de ceux-ci. Elle apprend la complicité, le sens du partage avec les chevaux, la rigueur du travail et le dressage. Avant de rentrée chez sa famille, Margaux Rocuet passe presque un ans à la Riders Academy (2015-2016) où elle perfectionne sa maîtrise.
En octobre 2019, la jeune cavalière est contrainte d'arrêter sa passion à la suite d'une blessure à la clavicule qu'elle se fait lors du Grand Prix à 140 de Tours Pernay avec sa monture Astalavista Declamens. Pendant trois mois, elle est immobilisée mais cela lui permet de découvrir de nouveaux chevaux tels que Best of Iscla et Djibouti de Kerizac. Après ces trois mois, elle décide de repartir en Espagne.

### LaRiders academy
Cette institution propose à quelques jeunes cavaliers prometteurs de toute nationalité de les aider à percer dans le monde professionnel. Les organisateurs (Eleonora Moroni Ottavian et Sven Holmberg) donnent l'opportunité aux cavaliers de partir à l’étranger et de côtoyer les meilleurs cavaliers mondiaux. Pour intégrer la Riders academy.
, Margaux Rocuet doit parler couramment anglais pour pouvoir partir à l'étranger. De même, les cours sont séparés en deux catégories : la pratique et la théorie. Tous les cours sont faits pour comprendre au mieux le milieu équestre ainsi que pour évoluer rapidement.

## Palmarès
Le palmarès de Margaux Rocuet est :
- 2006 : Championne d'Europe en individuel et par équipe, Children, Istanbul (Turquie) avec Hilarion d’Aguzon[8].

- 2012 : Vainqueur d'une épreuve 1,50 m lors du CSI* Dinard (France) avec Lagune de Kreisker

- 2013
  - Championne de France des Cavalières avec Quesada d’Elle
  - Vainqueur d’une épreuve 1,45 m lors du CSI 2* Saint Lô (France) avec Quesada d’Elle

- 2014

- - Championne de France des Jeunes Cavaliers avec Lewin 5
  - Vainqueur d’une épreuve 1,45 m lors du CSI 2* Oliva (Espagne) avec Ulft

- 2015

- - 2e d’une épreuve 1,55 m lors du CSI 4* Bourg en Bresse (France) avec Lewin
  - Vainqueur d’une épreuve 1,45 m lors du CSI 3* Saint Lô (France) avec Qualifying de Hus

- 2017

- - Participation au Grand Prix CSI 5* Dinard (France) avec Trafalgar Kervec
  - 2e d’une épreuve 1,45 m lors du CSI 5* Dinard (France) avec Vahine de Bieville
  - Vainqueur d’une épreuve 1,40 m lors du CSI 2* Auvers (France) avec Qualifying de Hus
  - 2e d’une épreuve 1,45 m lors du CSI 2* Saint Lô (France) avec Qualifying de Hus

- 2018
  - 2e d’une épreuve 1,45 m lors du CSI 3* Dinard (France) avec Victoria Barcelona
  - 3e d’une épreuve 1,45 m lors du CSI 2* Oliva (Espagne) avec Trafalgar Kervec

| Compétition                                        | Place | Cheval             |
| -------------------------------------------------- | ----- | ------------------ |
| Championnat européen, Children (individuel), 2006l | 1re   | Hilarion d’Aguzon  |
| Championnat européen, Children (par équipe), 2006  | 1re   | Hilarion d’Aguzon  |
| CSI 5* Dinard, 2017                                | 2e    | Vahine de Bieville |

## Chevaux associés
Margaux Rocuet sait se démarquer par sa relation avec ses chevaux. En effet, elle s'est toujours sentie proche d’eux et une vraie complicité s’est installée entre eux. Aujourd’hui, elle décide de ne pas forcément s’occuper de jeunes chevaux mais préfère se concentrer sur les plus âgées.
- Vahiné de Bieville, jument de 10 ans, Selle Français bai. Appartient à Édouard de Rothschild[9].
- Trafalgar Kervec, hongre de 12 ans, selle français alezan. Montée auparavant par Patrice Delaveau [9]
- Hilarion d’Aguzon,
- Quesada d’Elle, jument, selle français alezan[10]
- Lewin 5, hongre de 17 ans, DSP (Deutsches Sportpferd) bai. Auparavant monté par Luciana Diniz[9].
- Lagune de Kreiske, jument de 20 ans, selle français bai clair[9]
- Ulft, hongre de 19 ans, Bai[9]
- Qualifying de Hus, hongre de 14 ans, holsteiner alezan[9]
- Victoria Barcelona, jument de 10 ans, selle français bai clair[9]
- Astalavista Declamens, jument de 9 ans, selle français alezan[9]
- Iliade KDW Z, jument de 9 ans, Zangersheide cheval alezan[9]
- Allégria Brunes, jument de 9 ans, selle français alezan[9]
- Talika des Isles, jument de 12 ans, selle français alezan[9]